# Anita Mey
Anita Mey, auch Anita Mey-Meier oder Anita May (* 2. Mai 1912; † 2006 in Kronberg im Taunus) war eine deutsche Schauspielerin.

## Leben und Karriere
Mey spielte in den 1930er Jahren kleinere Rollen in eher seichten Unterhaltungsfilmen und Filmkomödien wie Ehe mit beschränkter Haftung, Die Herren vom Maxim, Konjunkturritter oder Heinz im Mond. In der Komödie So ein Flegel, der ersten Verfilmung des Romans Die Feuerzangenbowle von Heinrich Spoerl, war sie Partnerin von Heinz Rühmann. 1937 spielte sie an der Seite von Magda Schneider noch in dem Film Frauenliebe – Frauenleid. Mey war zu dieser Zeit so populär, dass sie es in Sammlungen von Zigarettenbildern schaffte.
Ab 1936 arbeitete Mey hauptsächlich als Theaterschauspielerin. Sie gehörte von 1936 bis 1972 zum Ensemble der Städtischen Bühnen Frankfurt. Im Juni 1937 gehörte sie dort zur Uraufführungsbesetzung des Kriminalstücks Der Fall Merton von M. Edelmann = [Adolf Heinz Beckerle]. Im Mai 1941 wirkte sie im „Kleinen Haus“ der Städtischen Bühnen Frankfurt am Main in der Uraufführung des Lustspiels Die Perlenkette von Karl Georg Külb (Regie: Toni Impekoven) mit. In der Spielzeit 1941/42 übernahm sie die Rolle der Bébé in der Uraufführung des Lustspiels Ich liebe vier Frauen des ungarischen Autors Johann [János] von Bókay. Im Januar 1942 folgte die Uraufführung des Lustspiels Wie heirate ich meine Frau? von Paul van der Hurk (1897–1983). 1954 spielte sie mit dem Ensemble der Städtischen Bühnen bei den Freilichtspielen im Karmeliterkloster Frankfurt die Rolle der Angustias in der Tragödie Bernarda Albas Haus. 1966 übernahm sie, unter der Regie von Harry Buckwitz, an den Städtischen Bühnen Frankfurt die Frau Peachum in Brecht/Weills Die Dreigroschenoper. Mit dieser Besetzung (Karin Hübner, Hans Korte, Franz Kutschera) wurde auch eine Schallplattenaufnahme des Werks produziert, die bei dem Label Phonogram veröffentlicht wurde. 1963 gastierte sie bei den Bad Hersfelder Festspielen. Im Juli 1972 wurde sie vom Magistrat der Stadt Frankfurt zum Ehrenmitglied der Städtischen Bühnen Frankfurt ernannt. In der Spielzeit 1972/73 gastierte sie am „Kleinen Theater im Zoo“.
Nach dem Zweiten Weltkrieg spielte Mey auch wieder beim Film. So übernahm sie an der Seite von Willy Birgel die Rolle von Fräulein Rottenmeyer, der strengen Gouvernante, in der Heidi-Verfilmung des Regisseurs Luigi Comencini von 1952. Die New York Times schrieb in einer Filmkritik über Meys Darstellung: „Anita Mey is precisely shrill and haughty as the persnickety governess of this child,...“ Diese Rolle spielte sie auch in der filmischen Fortsetzung des Stoffes unter dem Titel Heidi und Peter (1955). In den 1960er Jahren war sie beim Fernsehen vereinzelt in Theaterrollen zu sehen, so 1960 als Constance, die schrullige Freundin der weiblichen Hauptrolle, in der Fernsehfassung des Dramas Die Irre von Chaillot, wo sie unter der Regie von Harry Buckwitz an der Seite von Hermine Körner spielte. 1961 spielte sie auch in der Fernsehinszenierung der Komödie Einladung ins Schloß von Jean Anouilh.
1968 und 1985 war sie in der TV-Samstagabendshow Einer wird gewinnen als Schauspielerin zu sehen.
Mey arbeitete auch als Sprecherin für Hörspiele. 1954 sprach sie beim Hessischen Rundfunk die Rolle der Frau von Osten in dem Hörspiel Caterina Cornaro von Marie-Luise Kaschnitz. 1961 war sie beim Hessischen Rundfunk in der Rolle der Frau Kehlmann in dem Hörspiel Ein heißes Eisen von Kurt Heynicke zu hören. 1969 übernahm sie die Rolle der Miss Rachel Wardle in einer Hörspielfassung des Romans Die Pickwickier, die vom Hessischen Rundfunk und vom Westdeutschen Rundfunk produziert wurde.

## Filmografie
- 1930: Ratten der Großstadt
- 1930: Zwei Menschen
- 1931: Ehe m.b.H.
- 1932: Eine von uns
- 1932: Die Herren vom Maxim
- 1933: Salon Dora Green
- 1933: Die kleine Schwindlerin
- 1933: Zwei im Sonnenschein
- 1934: Konjunkturritter
- 1934: So ein Flegel
- 1934: Heinz im Mond
- 1934: Ein Mädchen mit Prokura
- 1937: Frauenliebe – Frauenleid
- 1952: Heidi
- 1955: Heidi und Peter
- 1960: Die Irre von Chaillot (Fernsehaufzeichnung)
- 1961: Einladung ins Schloß (Fernsehfilm)
- 1964: Die Cocktailparty (Fernsehverfilmung)
- 1965: Ankunft bei Nacht (Fernsehfilm)